# 귀의 성
《귀의 성》(1918년)은 이인직이 지은 신소설의 대표작이다. 이 작품은 상·하 양편으로 되어 있으며, 1906년부터 1907년까지 <만세보>에 연재 발표되었고, 1908년 단행본으로 발간되어 당시는 물론 그 후 많은 애독자에게 감명을 준 수작(秀作)이다. 갑오경장 이후 몰락해 가는 양반계급의 무력한 일면을 폭로하는 동시에, 지배계급의 가렴주구에 반발하는 피지배계급의 모습을 그려, 저류에 흐르는 현실의 반영 및 항거의식이 잘 나타나 있다. 재래의 구소설이 고진감래(苦盡甘來)의 인생관이나 권선징악적인 윤리관을 내세워 해피 엔드로 끝나는 데 대해 이 소설은 객관적으로 사건의 진행을 다루었다는 점에서 우리 소설의 일대 혁신이며, 진보라고 할 수 있다.   내용은 시골 강동지(姜同知)의 딸 길순(吉順)이 서울 양반 김승지(金承旨)의 첩이 되어 본처에게 많은 구박을 받다가 끝내 그 흉계에 의해 죽고 말았다는 줄거리. 여기서 김승지로 대표되는 양반계급의 가렴주구, 그리고 질투심의 화신이며 봉건적 잔재인 본처, 상전 앞에 알랑거리는 간교한 계집종 점순, 수줍고 얌전한 시골댁 길순, 서민계급으로 대표되는 강동지와 그 마누라 등 인물의 성격이 생생하게 묘사되었다. 또 비교적 치밀한 구성, 사건 전개와 내용이 주는 비극성은 당시 독자들에게 강한 충격을 주었다. 그러나 구소설에서 벗어나 현대소설로 육박하려는 그 참신성에도 불구하고, 너무도 뿌리 깊은 전통적인 구소설의 교착력(膠着力)이 그대로 작용하고 있어, 이 작품 역시 신소설로서 현대소설에의 다리가 되는 과도기적인 소설이 되고 말았다.